# SFWA Nebula Conference
La SFWA Nebula Conference è un evento con cadenza annuale in cui gli Science Fiction and Fantasy Writers of America (SFWA) si riuniscono per onorare il lavoro eccezionale nel campo della fantascienza e del fantasy.
Durante la conferenza vengono proposte attività che includono sessioni professionali, visite guidate che concludono con un banchetto dove vengono presentati i premi Nebula. I Nebula Awards sono stati presentati ogni anno dal 1966 e l'evento era noto come il Nebula Awards Weekend fino al 2014.

## Premi Nebula e Nebula Awards Weekend
L'idea dei premi Nebula, e quindi l'organizzazione di un evento per rappresentarli, nasce ufficialmente nel 1966 al fine di premiare opere ritenute meritatorie in specifiche categorie, pubblicate l'anno precedente la relativa cerimonia. L'evento venne proposto dalla Science Fiction and Fantasy Writers of America (al tempo Science Fiction Writers of America, SFWA), organizzazione no profit fondata l'anno precedente da Damon Knight e James Blish per dare voce agli autori di opere di fantascienza al fine di costringere gli editori a pagare loro tariffe decenti in modo tempestivo pur non assumendo diritti eccessivi.
Per finanziare l'evento il segretario tesoriere del SFWA Lloyd Biggle, Jr. propose la vendita di antologie contenenti le opere vincitrici e una selezione di quelle nominate, portando così alla nascita della Nebula Award Stories 1965 (Doubleday, 1966) e della successiva serie riproposta ogni anno. Questa nozione, secondo Knight, nella sua introduzione: «crebbe rapidamente in un ballottaggio annuale tra i membri dell'SFWA per scegliere le storie migliori ed in un banchetto di premiazione annuale.»
L'idea del premio era basata sul Premio Edgar, presentato dai Mystery Writers of America, e l'organizzazione di una cerimonia per presentarli è stata promossa dai premi Edgar e Hugo.
Nel corso degli anni, il premio nebula ha assunto sempre più importanza, influenzando gli Hugo, anche perché viene assegnato alcuni mesi prima del Worldcon, infatti se il primo è attribuito da una giuria di scrittori ed è quindi più strettamente letterario, il secondo riflette il gusto medio dei lettori di fantascienza più appassionati, in egual modo, con la nascita del premio Locus, il nebula sarebbe stato influenzato a sua volta.

## Nebula Award Weekend 1966 - 1969
| Anno | Data     | Luogo della conferenza                                          | Edizione                  | Cerimoniere     | Note    |
| ---- | -------- | --------------------------------------------------------------- | ------------------------- | --------------- | ------- |
| 1966 | 11 marzo | Est - Overseas Press Club, New York, New York                   | 1966 Nebula Award Weekend |                 | [ N 1 ] |
| 1966 | 11 marzo | Ovest – McHenry’s Tail O’ the Cock in Beverly Hills, California | 1966 Nebula Award Weekend |                 | [ N 1 ] |
|      |          |                                                                 |                           |                 |         |
| 1967 | 25 marzo | Est – Les Champs, New York, New York                            | 1967 Nebula Award Weekend |                 | [ N 2 ] |
| 1967 | 25 marzo | Ovest – McHenry’s Tail O’ the Cock in Beverly Hills, California | 1967 Nebula Award Weekend |                 | [ N 2 ] |
|      |          |                                                                 |                           |                 |         |
| 1968 | 16 marzo | Est – Les Champs, New York, New York                            | 1968 Nebula Award Weekend | Anthony Boucher | [ N 3 ] |
| 1968 | 16 marzo | Ovest – Hotel Claremont, Berkeley, California                   | 1968 Nebula Award Weekend | Keith Laumer    | [ N 3 ] |
|      |          |                                                                 |                           |                 |         |
| 1969 | 15 marzo | Est – Les Champs, New York, New York                            | 1969 Nebula Award Weekend |                 | [ N 4 ] |
| 1969 | 15 marzo | Ovest – Club 33, Disneyland, USA, Anaheim, California           | 1969 Nebula Award Weekend |                 | [ N 4 ] |
| 1969 | 14 marzo | Sud – Fontainebleau Motor Hotel, New Orleans, Louisiana         | 1969 Nebula Award Weekend |                 | [ N 4 ] |

## Nebula Award Weekend 1970 - 1979
Nebula Conference 1970: La consegna dei Premi Nebula si è svolta nel ristorante Les Champs di New York con 125 persone presenti e Isaac Asimov in qualità di cerimoniere. Durante la serata, Judy-Lynn Benjamin, moglie di Lester del Rey ha parlato delle difficoltà di lavorare con Harlan Ellison mentre un discorso chiave è stato tenuto da Carl Sagan, concentrando la sua attenzione su Marte.
L'evento si è limitato al banchetto e alla cerimonia di premiazione, dove Gordon R. Dickson ha presentato i quattro vincitori con i rispettivi premi, consegnando le targhe agli editori delle opere. Come era tipico dell'epoca, la stessa sera sulla costa occidentale si tenne un banchetto separato per gli autori che non potevano partecipare al banchetto di New York.
| Anno | Data     | Luogo della conferenza                        | Edizione                  | Cerimoniere  | Note    |
| ---- | -------- | --------------------------------------------- | ------------------------- | ------------ | ------- |
| 1970 | 14 marzo | Est - Overseas Press Club, New York, New York | 1970 Nebula Award Weekend | Isaac Asimov | [ N 5 ] |
| 1970 | 14 marzo | Ovest – Hotel Claremont, Berkeley, California | 1970 Nebula Award Weekend | Isaac Asimov | [ N 5 ] |

Nebula Conference 1971: Il 1971 ha visto tre ricevimenti, tenuti tutti la sera del 3 aprile per la presentazione dei premi Nebula.
Il ricevimento di New York, di maggior rilevanza, contava un totale di 110 presenti, in calo rispetto all'anno precedente. Tra i presenti Lester del Rey ha intrattenuto gli ospiti fornendo uno sguardo satirico sui problemi di SFWA, anche se il risultato è stato di un fallimentare umorismo mentre il discorso è suonato come una predica. In seguito Marvin Minsky ha intrattenuto con un discorso chiave sull'intelligenza artificiale mentre Isaac Asimov come l'anno precedente ha annunciato i vincitori.
Degna di nota l'annuncio di Asimov della vittoria di Gene Wolfe per l'opera L'isola del dott. Morte, sebbene il giorno precedente un comunicato stampa annunciava che non ci sarebbero stati vincitori per il Premio Nebula per il miglior racconto breve. Wolfe avrebbe vinto il premio per il medesimo romanzo tre anni più tardi, nel 1973, anche se in un'altra categoria, ovvero il Premio Nebula per il miglior romanzo breve.
A New Orleans hanno preso parte 30 persone, con Joe Green come cerimoniere. Jerry Page ha tenuto un interessante discorso sull'importanza delle riviste fantasy, anche se la serata è stata smorzata dall'annuncio di ritiro del premio per il miglior racconto breve, vanificando la speranza di R. A. Lafferty, unico candidato presente all'evento, e come Wolfe in lizza per il premio.
All'Hotel Claremont di San Francisco, nella costa occidentale 68 invitati sono stati ospitati da Gregory Benford e Alva Rogers. A differenza delle presentazioni di New York e New Orleans, prima della cena i presenti hanno potuto di ascoltare una serie di interventi tra i quali una recensione di mercato e la visione di Richard Lupoff, Chelsea Quinn Yarbro e Joe Goerscosa sugli SFWA.
Questo evento ha anche ospitato un incontro aziendale SFWA con Avram Davidson, particolarmente rilevante il discorso di George Clayton Robert sull'interfaccia tra presente e futuro. Erano presenti i vincitori Larry Niven e Fritz Leiber, mentre Forrest J. Ackerman ha ritirato il premio per conto di Theodore Sturgeon, anche se lo scrittore apparve prima della fine della serata.
| Anno | Data     | Luogo della conferenza                             | Edizione                  | Cerimoniere      | Note    |
| ---- | -------- | -------------------------------------------------- | ------------------------- | ---------------- | ------- |
| 1971 | 3 aprile | Est - Overseas Press Club, New York, New York      | 1971 Nebula Award Weekend | Joseph Green     | [ N 6 ] |
| 1971 | 3 aprile | Est - Overseas Press Club, New York, New York      | 1971 Nebula Award Weekend | Gregory Benford  | [ N 6 ] |
| 1971 | 3 aprile | Ovest – Hotel Claremont, Berkeley, California      | 1971 Nebula Award Weekend | Alva Rogers      | [ N 6 ] |
| 1971 | 3 aprile | Ovest – Hotel Claremont, Berkeley, California      | 1971 Nebula Award Weekend | Joe Green        | [ N 6 ] |
| 1971 | 3 aprile | Sud – Bourbon Orleans Hotel, New Orleans, Louisian | 1971 Nebula Award Weekend | Lester del Rey\| | [ N 6 ] |

Nebula Conference 1972: La conferenza principale si è tenuta sabato mattina presso il New York Hilton, seguita da diversi interventi, tra i principali intrattenitori con argomenti a tema, Arthur C. Clarke e Isaac Asimov, Il rinfresco è stato tenuto a Les Champs.
| Anno | Data      | Luogo della conferenza                          | Edizione                  | Cerimoniere    | Note    |
| ---- | --------- | ----------------------------------------------- | ------------------------- | -------------- | ------- |
| 1972 | 29 aprile | Est – New York Hilton, New York, New York       | 1972 Nebula Award Weekend | Harlan Ellison | [ N 7 ] |
| 1972 | 29 aprile | Ovest – Claremont Hotel, Berkeley, California   | 1972 Nebula Award Weekend | Harlan Ellison | [ N 7 ] |
| 1972 | 29 aprile | Sud – Le Pavilion Hotel, New Orleans, Louisiana | 1972 Nebula Award Weekend | Harlan Ellison | [ N 7 ] |

Nebula Conference 1973: La conferenza è iniziata a mezzogiorno e in seguito una libera uscita nel quartiere francese prima della riconvocazione per il rinfresco e la distribuzione dei premi.
Lloyd Biggle ha tenuto un discorso nel quale ha messo in guardia contro l'incombente interesse accademico nella fantascienza, mentre Damon Knight si è fatto portavoce di alcune personalità non presenti alla cerimonia, accettando i premi per conto di autori i cui lavori erano stati pubblicati sulle serie di antologie Orbit.
| Anno | Data      | Luogo della conferenza                           | Edizione                  | Cerimoniere | Note    |
| ---- | --------- | ------------------------------------------------ | ------------------------- | ----------- | ------- |
| 1973 | 28 aprile | Est – Sheraton McAlpin Hotel, New York, New York | 1973 Nebula Award Weekend |             | [ N 8 ] |
| 1973 | 28 aprile | Ovest – Claremont Hotel, Berkeley, California    | 1973 Nebula Award Weekend |             | [ N 8 ] |
| 1973 | 28 aprile | Sud – Le Pavilion Hotel, New Orleans, Louisiana  | 1973 Nebula Award Weekend |             | [ N 8 ] |

Nebula Conference 1974: Nella giornata di mercoledì 24 aprile, è stato organizzato un tour presso la Edwards Air Force Base mentre il giorno seguente un ulteriore tour presso la Rockwell International che prevedeva la visualizzazione di uno space shuttle a grandezza naturale. Il venerdì si è tenuta una conferenza di tre ore su varie tematiche relative alla fantascienza nel quale si sono susseguiti interventi a rotazione.
La sera si è tenuta una festa presso la casa di Forrest J. Ackerman. La conferenza si è tenuta sabato mattina, seguito dalla presentazione degli editori, una presentazione di Bruce Murray e Robert Forward un discorso di Harlan Ellison e infine un'argomentazione sostenuta da Alfred Worden e Edgar Mitchell.
Worden, Murray e Mitchell si sono alternati a intrattenere i presenti durante il rinfresco. Arthur C. Clarke, vincitore con Incontro con Rama, non fu in grado di partecipare, così Robert A. Heinlein fece firmare a tutti i presenti una copia del libro per poi spedirlo a Clarke.
Una festa ufficiosa si è tenuta sulla costa orientale presso l'hotel Algonquin.
Il 1974 ha visto l'introduzione del premio Nebula per la miglior sceneggiatura. L'idea che ha portato all'introduzione di un nuovo premio da parte della SFWA era rivolta a onorare presentazioni drammatiche come film o programmi televisivi. Alcuni membri ritenevano che la SFWA avrebbe dovuto offrire la possibilità di ottenere premi solo alle opere in prosa, mentre altri pensavano che se altri scrittori potevano unirsi a SFWA sulla base di crediti cinematografici e televisivi, allora i premi avrebbero dovuto riflettere anche questi tipi di opere. Entrambe le parti furono molto esplicite nelle loro preferenze, portando ad un dibattito aspro.
Il Premio Nebula per la miglior sceneggiatura è stato assegnato nel 1974, 1975 e 1977 sotto il nome "miglior presentazione drammatica", mentre nel 1976 sotto il nome di "'miglior sceneggiatura drammatica".
| Anno | Data      | Luogo della conferenza                     | Edizione                  | Cerimoniere  | Note    |
| ---- | --------- | ------------------------------------------ | ------------------------- | ------------ | ------- |
| 1974 | 27 aprile | Est - Algonquin Hotel, New York, New York  | 1974 Nebula Award Weekend | Robert Bloch | [ N 9 ] |
| 1974 | 27 aprile | Ovest - Century Plaza Hotel, Hollywood, CA | 1974 Nebula Award Weekend | Robert Bloch | [ N 9 ] |

Nebula Conference 1975: La conferenza di New York si apre con una giornata di dibattito che ha richiamato circa 100 persone. Un altro centinaio prende parte al rinfresco, nel quale Spider Robinson si esibisce con un intro musicale di 20 minuti prima del discorso di apertura di Frederik Pohl, a sua volta seguito dal discorso principale tenuto da Damon Knight incentrato sulla storia e i successi di SFWA.
Oltre ai quattro riconoscimenti tradizionali, e al nuovo premio introdotto l'anno precedente nell'ambito dei premi cinematografici, viene presentato il primo premio alla carriera, il Premio Grand Master consegnato da Tom Scortia a Robert A. Heinlein.
I vincitori dei quattro premi tradizionali, Ursula K. Le Guin, Robert Silverberg, Gordon Eklund e Gregory Benford figuravano tra le 54 persone che partecipavano al rinfresco della West Coast, dove gli ospiti seguivano le argomentazioni di Robert W. Bussard. I nomi dei vincitori al rinfresco sono stati scritti su palloncini che sono stati fatti volare per rivelare il nome al momento di apertura della busta.
| Anno | Data      | Luogo della conferenza                  | Edizione                  | Cerimoniere | Note     |
| ---- | --------- | --------------------------------------- | ------------------------- | ----------- | -------- |
| 1975 | 26 aprile | Est - Warwick Hotel, New York, New York | 1975 Nebula Award Weekend |             | [ N 10 ] |
| 1975 | 26 aprile | Ovest - ?                               | 1975 Nebula Award Weekend |             | [ N 10 ] |

Nebula Conference 1976: L'evento annuale si è tenuto presso il Century Plaza Hotel per una durata di due giorni, alla conferenza hanno preso parte circa 140 persone.
George Pal ha argomentato sulle tematiche principali affrontate dal convegno, parlando dei suoi primi film di fantascienza, tra i quali Uomini sulla Luna (Destination Moon, 1950), Them e altri.
Laurence J. Peter, autore di Principio di Peter ha intrattenuto i presenti dopo il rinfresco assieme a John McCarthy che ha affrontato argomenti sull'intelligenza artificiale. I presentatori non erano a conoscenza di venire selezionati per dichiarare i vincitori, pertanto furono sorpresi quanto questi ultimi.
| Anno | Data      | Luogo della conferenza                       | Edizione                  | Cerimoniere | Note     |
| ---- | --------- | -------------------------------------------- | ------------------------- | ----------- | -------- |
| 1976 | 10 aprile | Century Plaza Hotel, Los Angeles, California | 1976 Nebula Award Weekend | Terry Carr  | [ N 11 ] |

Nebula Conference 1977: Prima della cena vengono indette una serie di conferenze a proposito di tematiche inerenti alla fantascienza internazionale, Harlan Ellison dal pulpito ha esternato il suo dissenso verso la decisione di eliminare il premio Nebula per la migliore sceneggiatura drammatica, dopo soli tre anni dalla creazione del premio, terminando con le sue dimissioni dalla SFWA in segno di protesta, l'abolizione della categoria era stata annunciata solo durante la conferenza che si era svolta il giorno dopo gli scrutini.
Circa duecento persone hanno partecipato all'cocktail hour e alla cena, Asimov in qualità di cerimoniere ha introdotto il discorso oratorio di Clifford D. Simak.
A New York viene tenuta la cena non ufficiale della West Coast, in questa occasione tenutasi sulla nave America nella Baia di San Francisco con circa 50 ospiti. La serata è stata portata avanti dai gemelli Benford e il discorso principale è stato tenuto da Clayton Bailey, curatore del World Kaolithic Museum, al primo anniversario dalla nascita.
| 1977 | 30 aprile | Est - Warwick Hotel, New York, New York        | 1977 Nebula Award Weekend |                 |          |
| 1977 | 30 aprile | Est - Warwick Hotel, New York, New York        | 1977 Nebula Award Weekend | Jim Benford     | [ N 12 ] |
| 1977 | 30 aprile | Ovest - America, San Francisco Bay, California | 1977 Nebula Award Weekend | Gregory Benford | [ N 12 ] |
| 1977 | 30 aprile | Ovest - America, San Francisco Bay, California | 1977 Nebula Award Weekend | Isaac Asimov    | [ N 12 ] |

Nebula Conference 1978: Preceduto da un paio di feste serali nelle notti di giovedì e venerdì, l'evento ufficiale è iniziato con il convegno di sabato mattina, il pomeriggio è stato riempito di argomentazioni, domande e risposte sugli aspetti tecnici del business dell'editoria, la cena che visto coinvolte 160 persone è stata ospitata da Robert Silverberg, il fumettista B. Kliban ha intrattenuto i presenti, seguito da William J. Kaufmann con un tema incentrato sui buchi neri. Dal momento che l'evento ufficiale è stato ospitato a San Francisco, a New York si è tenuto un banchetto non ufficiale presso l'American Hotel, dove erano presenti Spider e Jeanne Robinson per ricevere i propri premi.
| 1978 | 29 aprile | Est - American Hotel, New York, New York                       | 1978 Nebula Award Weekend |                   |          |
| 1978 | 29 aprile | Est - American Hotel, New York, New York                       | 1978 Nebula Award Weekend | Robert Silverberg | [ N 13 ] |
| 1978 | 29 aprile | Ovest - Sir Francis Drake Hotel, San Francisco Bay, California | 1978 Nebula Award Weekend | Robert Silverberg | [ N 13 ] |

Nebula Conference 1979: Circa trecento persone, tra cui molti professionisti dell'editoria che avevano abbandonato il genere, hanno partecipato all'evento. In questa edizione il portavoce di SFWA ha annunciato in anticipo i vincitori alla stampa, togliendo ogni suspense alla cena. Il convegno si è concentrato su questioni organizzative e il consiglio ha annunciato il processo di costituzione. Durante l'incontro erano presenti gruppi di esperti che hanno trattato argomenti in materia di diritti stranieri, rimostranze e editoria. Il discorso principale è stato tenuto dall'editore Bob Guccione, che in collaborazione con la moglie Kathy Keeton Guccione aveva da poco fondato la rivista fantascientifica Omni. I premi di servizio sono andati a Jerry Pournelle, Andrew j. Offutt, e Thomas Monteleone con un premio speciale conferito a Joe Shuster e Jerry Siegel per la creazione di Superman.
| 1979 | 21 aprile | Est - Warwick Hotel, New York, New York | 1979 Nebula Award Weekend |                |          |
| 1979 | 21 aprile | Est - Warwick Hotel, New York, New York | 1979 Nebula Award Weekend | Norman Spinrad | [ N 14 ] |

## Nebula Award Weekend 1980 - 1989
Nebula Conference 1980: Dopo il meeting di sabato, Rick Sternbach, illustratore noto per le sue tavole inerenti allo spazio, illustra una presentazione di fronte a una giuria composta da sei editori. Alla cena sono presenti 120 invitati, il Dr. Edward Krupp, direttore del Osservatorio Griffith, ha tenuto il discorso principale seguito da un discorso di Robert L. Forward. Arthur C. Clarke ha inviato una registrazione audio di un discorso di accettazione per riguardante la sua opera vincitrice del premio Nebula.
| 1980 | 26 aprile | Ovest - Beverly Wilshire Hotel, Los Angeles, California | 1980 Nebula Award Weekend |               |          |
| 1980 | 26 aprile | Ovest - Beverly Wilshire Hotel, Los Angeles, California | 1980 Nebula Award Weekend | David Gerrold | [ N 15 ] |

Nebula Conference 1981: Giovedì sera, una festa non ufficiale viene organizzata da Timescape Books, linea fantascientifica della Pocket Books della casa editrice Simon & Schuster e Forbidden Planet, (nome commerciale di due distinte catene di libri di fantascienza, fantasy e horror in tutto il Regno Unito, Irlanda e Stati Uniti), in una delle librerie di quest'ultima. Dopo la conferenza del sabato Sono seguite le presentazioni di editoria e royalties, anche se l'attrazione principale è risultata essere una convenzione di modelli in tutta la sala. Barbara Marx Hubbard, futurologa autrice e oratrice, ha tenuto il discorso d'apertura legato ai programma spaziale al cristianesimo rinato, non ottenendo grande successo. Altre argomentazioni sono state tenute da Marvin Minsky e Marc Chartrand.
| 1980 | 25 aprile | Est - Waldorf-Astoria, New York | 1981 Nebula Award Weekend |          |
| 1980 | 25 aprile | Est - Waldorf-Astoria, New York | 1981 Nebula Award Weekend | [ N 16 ] |

### Annotazioni
1. ↑  Premio Nebula 1966 [7][8][9]
2. ↑  Premio Nebula 1967 [10][11][12]
3. ↑  Premio Nebula 1968 [13][14][15]
4. ↑  Premio Nebula 1969 [16][17][18]
5. ↑  Premio Nebula 1970 [20][21][22]
6. ↑  Premio Nebula 1971 [24][25][26]
7. ↑  Premio Nebula 1972 [28][29][30]
8. ↑  Premio Nebula 1973 [32][33][34]
9. ↑  Premio Nebula 1972 [39][40][41]
10. ↑  Premio Nebula 1975 [44][45][46]
11. ↑  Premio Nebula 1976 [48][49][50]
12. ↑  Premio Nebula 1977 [52][53][54]
13. ↑  Premio Nebula 1978 [56][57][58]
14. ↑  Premio Nebula 1979 [60][61][62]
15. ↑  Premio Nebula 1980 [64][65][66]
16. ↑  Premio Nebula 1981 [68][69][70]